# Michelle Akers
Michelle Akers (n. 1 februarie 1966, Santa Clara, California, SUA) este o fostă jucătoare de fotbal americană care a jucat la Cupa Mondială de fotbal feminin din 1999 câștigată de SUA.